# Alchemilla inconcinna
Alchemilla inconcinna es una especie de planta del género Alchemilla, perteneciente a la familia Rosaceae.

## Taxonomía
Alchemilla inconcinna fue descrita por Robert Buser en 1893.

## Distribución
Se encuentra en el territorio de Francia, Italia, España y Suiza.